# 프란츠 바그너 (농구 선수)
프란츠 야코프 바그너(독일어: Franz Jacob Wagner, 2001년 8월 27일~)는 독일의 농구 선수로 포지션은 스몰 포워드이다. 현재 미국 전미 농구 협회(NBA)의 올랜도 매직 소속으로 뛰고 있다. 2017년에 독일 프로 농구팀인 알바 베를린에서 프로 선수 경력을 시작했으며 2019년부터 2021년까지 미시간 울버린스에서 대학 농구를 하기 위해 미국으로 유학하기 전까지 알바 베를린에서 뛰었다. 그는 2021년 NBA 드래프트에서 1라운드 8위로 올랜도 매직의 지명을 받았다.
바그너는 독일 국가대표팀의 일원으로 국제 농구 대회에 참가했다. 그는 2024년 하계 올림픽에 참가했으며 2023년 FIBA 농구 월드컵에서 독일팀의 우승에 기여했다. 형인 모리츠 바그너 또한 농구 선수이며 올랜도 매직과 독일 대표팀의 팀 동료이다.